# Ібрагім Шамс
Ібрагім Шамс (16 січня 1917 — 16 січня 2001) — єгипетський важкоатлет.
Олімпійський чемпіон 1948 року в категорії до 67,5 кг, бронзовий призер 1936 року в категорії до 60 кг.